# Večerni šansoni
Večerni šansoni so četrti samostojni studijski album slovenske šansonjerke Svetlane Makarovič.
Izšel je leta 1990 pri samozaložbi Svetlana.
Leta 2014 je Založba Sanje ponovno izdala albuma Večerni šansoni in Namesto rož (1999).

## Seznam pesmi
Vse pesmi je napisala Svetlana Makarovič.
| Št.             | Naslov                | Dolžina |
| --------------- | --------------------- | ------- |
| 1.              | „Hiša iz kart‟        | 2:29    |
| 2.              | „Kladivo in nakovalo‟ | 4:39    |
| 3.              | „Mademoiselle Adela‟  | 3:23    |
| 4.              | „Ikebana‟             | 3:18    |
| 5.              | „Guliana‟             | 3:52    |
| 6.              | „Ribiška‟             | 3:28    |
| 7.              | „Kapitanov grob‟      | 3:50    |
| 8.              | „Črna ladja‟          | 2:50    |
| 9.              | „Ogledalo‟            | 3:23    |
| 10.             | „Uspavanka bolečini‟  | 2:53    |
| Skupna dolžina: | Skupna dolžina:       | 33:39   |

## Zasedba

### Glasbeniki
- Svetlana Makarovič — vokal, klavir
- Trio Pop Corn — ostali instrumenti

### Tehnično osebje
- Danilo Ženko — tonski mojster